# Tricyphona (Tricyphona) disphana
Tricyphona (Tricyphona) disphana is een tweevleugelige uit de familie Pediciidae. De soort komt voor in het Nearctisch gebied.